# Companhia de Eletricidade do Amapá Clube
Le Companhia de Eletricidade do Amapá Clube, ou simplement CEA Clube,  était un club brésilien de football basé à Macapá dans l'État de l'Amapá.

## Palmarès
- Championnat de l'Amapá :
  - Champion : 1963